# Areia Branca (Stadtteil)
Areia Branca (deutsch für Weißer Sand, ehemals indonesisch Pasir Putih) ist ein Stadtteil der osttimoresischen Landeshauptstadt Dili. Er liegt am Ostende der Bucht von Dili, drei Kilometer östlich des Stadtzentrums im Suco Meti Aut (Verwaltungsamt Cristo Rei, Gemeinde Dili).

## Geographie

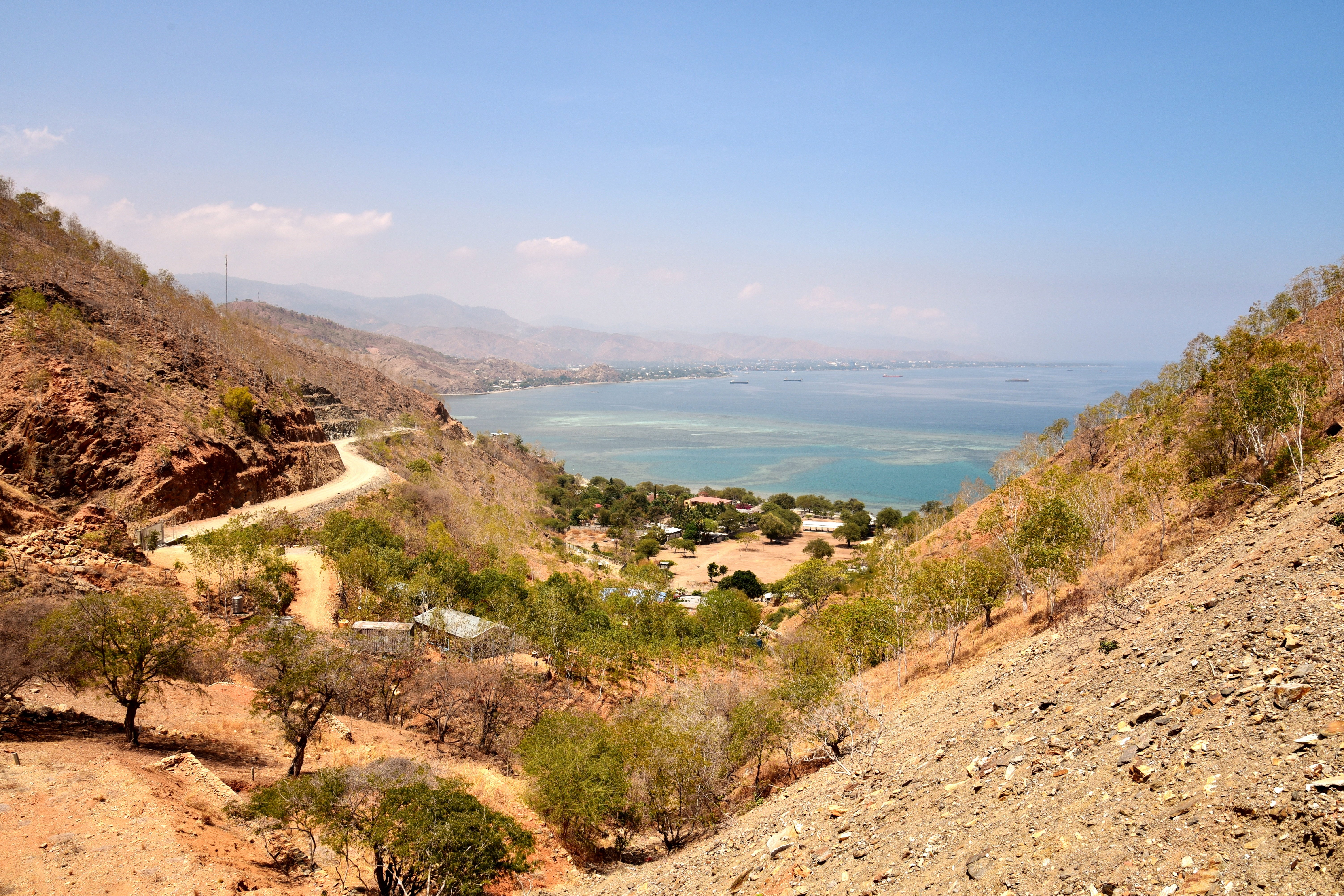
Blick auf Areia Branca von der Straße nach Hera aus

Namensgeber ist der vorgelagerte Stadtstrand Areia Branca, hinter dem die Avenida de Areia Branca verläuft. Der kleine Stadtteil liegt am äußersten östlichen Rand des Stadtgebietes und gehört zur Aldeia Fatu Cama. Südlich befindet sich der Stadtteil Bekaril. Nach Osten führt eine Straße entlang der Küste in den Ort Hera. Nördlich liegt das Kap Fatu Cama mit dem Wahrzeichen Dilis, dem Cristo Rei.
Das Gebiet  gehört zum Wildschutzgebiet Areia Branca.